# Ginásio da Universidade de Agricultura da China

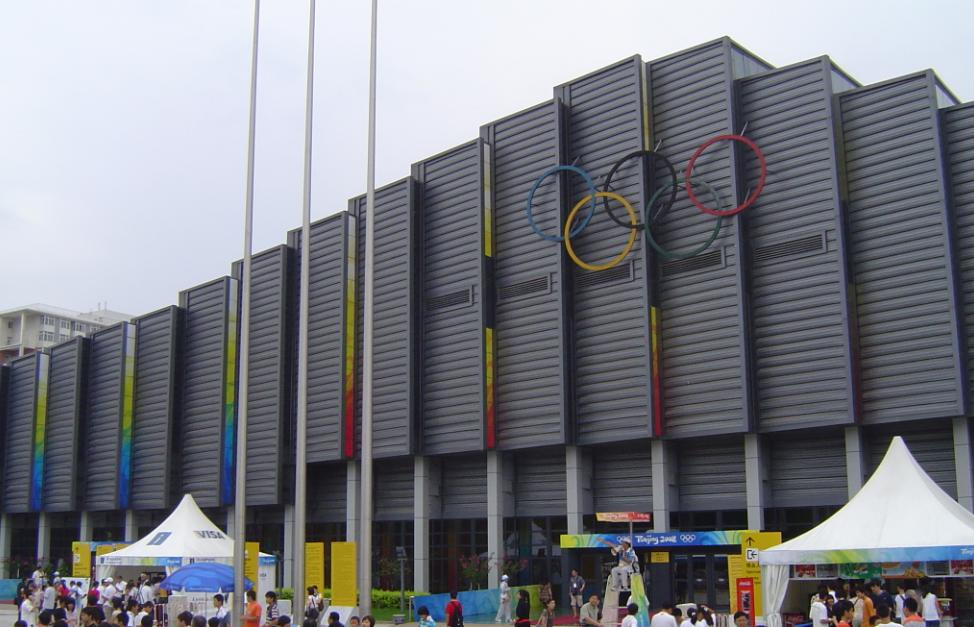
Ginásio da Universidade de Agricultura da China

O Ginásio da Universidade de Agricultura da China é uma arena indoor localizada no campus da Universidade de Agricultura da China, em Pequim. Nele foram realizadas as competições de lutas durante os Jogos Olímpicos de Verão de 2008. O teto do ginásio possui um design que lembra um degrau.
Ele ocupa uma área de 23.950 metros quadrados, e comporta 8.200 pessoas. Após os Jogos, teve sua capacidade reduzida para 6.000 espectadores e foi transformado em um complexo esportivo para os estudantes da Universidade de Agricultura.
A construção foi iniciada no primeiro semestre de 2005 e foi concluída em julho de 2007.